# Verel-de-Montbel
Verel-de-Montbel é uma comuna francesa na região administrativa de Auvérnia-Ródano-Alpes, no departamento de Saboia. Estende-se por uma área de 3,74 km². Em 2010 a comuna tinha 304 habitantes (densidade: 81,3 hab./km²).